# Le Consortium breton
Le Consortium breton est une revue régionaliste bretonne fondée en 1927 par Jean de Saisy de Kerampuil avec le soutien de François Jaffrennou.
L'idée de la revue est de travailler au relèvement de la Bretagne par son relèvement économique, elle laisse donc une grande place aux articles sur l'économie de la région. Cette ambition est résumée par les devises de la revue: Ober gant hon bro unan binvidik (Travailler au bien-être de notre pays) et Breiz d'ar Vretoned dre ar Vretoned ! (La Bretagne aux Bretons par les Bretons). Le Consortium se place dans la logique de la collaboration de classe: "Trop souvent, jusqu'ici, on a fait une distinction brutale entre d'un côté le capital et de l'autre l'ouvrier. Ar C'Hevre Breizek veut que tous puissent travailler côte à côte, en plein confiance, que nous comprenions que le capital n'est pas seulement synonyme d'argent, mais que le véritable capital représente aussi bien le cerveau, le bras ou l'argent (…)".
La revue connaît des bons débuts et tire à 1000 exemplaires en 1927, puis entre dans une période de déclin et la publication cesse en juin 1928 après le 18e numéro.